# Завичајни музеј Земуна
Завичајни музеј Земуна се налази у Земуну улица Главна бр. 9 у згради породице Спирта која је заграђена половином 19. века. Музеј је основан 1954. године а отворен је за посетиоце 1970. године када је извршена адаптација Спиртине куће у музеј. Од 2002. године Музеј је затворен за посетиоце јер се врши реконструкција која још траје (2021).

## Зграда
Објекат (Спиртина кућа) у којем је смештен Завичајни музеј Земуна је проглашен за споменик културе (Решење Завода бр.182/4 од 12.03.1965). Објекат је лоциран у оквиру просторне културно-историјске целине Старо језгро Земуна која је проглашена за културно добро од великог значаја за Републику Србију.
Музеј се у овој згради налази од 1971. а стална поставка Завичајног музеја Земуна приказује прошлост Земуна од времена његовог настанка до 1945.
Спиртина кућа се налази у Земуну у Главној улици бр. 9. Подигнута је средином 19. века према пројекту Хајнриха Фрајхера фон Ферстела (Heinrih Freiher von Ferstel, 1828-1883). Обликована је у стилу неоготике. Једна је од првих високопартерних породичних кућа Старог језгра Земуна. Припадала је богатој и утицајној земунској породици Спирта.
Главни део зграде висином досеже суседне једноспратне куће. Тротрактног је типа, са бочним крилом у дворишту и асиметрично постављеним колским улазом. Има богато опремљен ентеријер карактеристичан за богате грађанске куће. Посебно се издвајају декоративне тапете, стилски плафони, керамичке пећи, камини и раскошан стилски интарзирани паркет.
Главна фасада компонована је у шеми непарних бројева, карактеристичној за период романтизма. У декоративној плиткој пластици фасада, у обради грађевинске столарије и обради и орнаментици подова, зидова и таваница зграде изражен је еклектични дух епохе и укуса власника. Зграда је зидана у тврдом материјалу. Својом грађевинском линијом документује стару регулацију формирану у 18. веку. Део је главне земунске улице, њеног профила и њене трасе.
Током реконструкције у јулу 2021. на прозорима музеја откривена је позлата и реконструкција уникатног паркета је приведена крају.